# Château du Bruget
Le château du Bruget est un château situé à Jaujac, en France.

## Description
L'édifice est constitué d'un rectangle flanqué de deux tours au nord, et une tour ronde au sud renfermant l'escalier qui daterait du XIVe siècle.
La façade sud est percée de plusieurs fenêtres rectangulaires et de meurtrières. Une pierre gravée d’armoiries a été trouvée en 1985 au-dessus de la porte d’entrée ; il s’agirait des armes de la famille de La Tour de Beins.
À l’intérieur se présentent de belles cheminées, notamment celle de la grande salle du premier étage, avec son entablement mouluré soutenu par de fines colonnes à chapiteaux décorés. Cette cheminée a été remontée au cours des restaurations récentes et les dalles de pierre ont été récupérées à la suite de la réfection d’une chapelle d’Aubenas. L’escalier à vis de dalles de pierre se termine par une voûte en ombelle « sarrasine ». De là, une petite porte mène dans le grenier.
Site Internet de la SCI propriétaire

## Localisation
Le château est situé sur la commune de Jaujac, dans le département français de l'Ardèche.

## Historique
Le château aurait été construit par la famille de La Tour de Beins au XVIIe siècle, sur des restes plus anciens. Il passa ensuite aux de Launay. En 1780, Emmanuel de Launay, comte d’Antraigues, le vend à Aimé Monteil un avocat de Jaujac. Devenu bien national à la Révolution, il est transformé en ferme et sauvé de la ruine dans les années 1930 par Georges Balaÿ et ses deux sœurs. Il a fait l’objet de restaurations à cette époque : consolidation de la façade, réfection de fenêtres, remontage de la grande cheminée.
L'édifice est inscrit au titre des monuments historiques en 1954.